# Hertz Grosbard
Hertz Grosbard, född 21 juni 1892 i Łódź, död 2 januari 1994 i Israel, var en recitatör av jiddischlitteratur som rönte framgång under 1900-talet. Grosbard föddes i Łódź i en religiös familj men övergav religionen i unga år och intresserade sig för sekulär jiddischlitteratur. Han studerade vid den Tyska Dramatiska skolan i Łódź och var en del av “Vilna Troupe” under tidigt 20-tal. Under 1920-talet började han uppträda med så kallade ordkonserter där han reciterade klassiker ur jiddischlitteraturen, såsom Sholem Aleichem, Isaac Leib Peretz och Itsik Manger. Hans första kända recitationen var i Warszawa 1925. Uppträdandet fick ett gott mottagande i jiddischpressen. Hans solouppträdande blev mycket populära och han uppträdde i Europa, Syd- och Nordamerika och i Israel. Enbart i Vilnius uppträdda han mer än 50 gånger mellan 1928 och 1940. Scenografin under Grosbards uppträdande var väldigt spartansk. Han satt och läste ensam på scen vid ett litet bord som var täckt av en lila duk. Tio album spelades in med urval av hans uppläsningar. Han framförde sin sista ordkonsert 1992 i Holon i Israel, i samband med firandet av hans 100-årsdag.